# Relevé du décalage vers le rouge

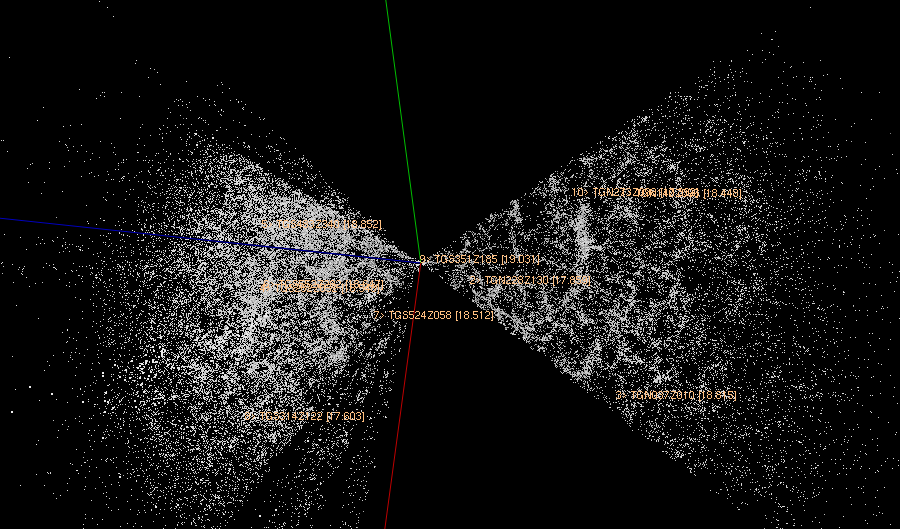
Relevé publié par le 2dF Galaxy Redshift Survey (2dFGRS).

En astronomie, un relevé du décalage vers le rouge (en anglais redshift survey) est un relevé astronomique d'une section du ciel pour mesurer le décalage vers le rouge (redshift) des objets célestes. Il s'agit habituellement de galaxies, mais parfois aussi d'autres objets tels que les amas de galaxies ou les quasars. 
À l'aide de la loi de Hubble, le décalage vers le rouge peut être utilisé pour estimer la distance entre un objet et la Terre. En combinant le décalage vers le rouge avec la position de l'objet sur la sphère céleste, un relevé du décalage vers le rouge permet de cartographier la distribution de matière en trois dimensions dans une région du ciel. Ces observations sont utilisées pour mesurer les propriétés statistiques de l'Univers à large échelle. Combiné avec les observations de l'Univers primordial via le fond diffus cosmologique, ces résultats permettent de déduire de fortes contraintes sur des paramètres cosmologiques tels que la densité moyenne de matière, et la constante de Hubble.
En général la construction d'un relevé du décalage vers le rouge comporte deux phases : d'abord la région du ciel cible est photographié avec un télescope à champ large, puis les galaxies dont la luminosité est plus élevée qu'un seuil donné sont sélectionnées. Les galaxies sont distinguées des étoiles grâce à leur étendue spatiale (elles n'apparaissent pas comme un simple point dans le ciel), avec parfois l'aide complémentaire de l'étude de leur couleur . Ensuite, les galaxies sélectionnées sont observées par spectroscopie, le plus souvent dans le domaine visible, pour mesurer les longueurs d'onde des raies spectrales les plus marquées. La comparaison entre les longueurs d'onde des raies observées pour les galaxies lointaines et celles des mêmes raies mesurées en laboratoire donne le décalage vers le rouge pour chacune des galaxies.
Le Grand Mur CfA2, vaste conglomérat de galaxies de plus de 500 millions années lumière de large, est un exemple d'une structure à grande échelle détectable grâce à un relevé du décalage vers le rouge.
Le premier relevé systématique du décalage vers le rouge fut le CfA Redshift Survey qui permit de récolter les données de quelque 2 200 galaxies. Il a commencé en 1977 avec une première collecte de données qui s'est achevée en 1982. Ces mesures ont été complétées par le CfA2 redshift survey (15 000 galaxies) terminée dans le début des années 1990.
Ces premiers relevés sont limités en taille car une seule galaxie pouvait être spectrographiée à la fois. À partir des années 1990, le développement de spectrographes plus performants a permis de dresser simultanément le spectre de plusieurs centaines de galaxies. Des relevés du décalage vers le rouge à bien plus large échelle ont ainsi été rendus possibles. Le 2dF Galaxy Redshift Survey (221 000 mesures de décalage vers le rouge, terminé en 2002), le Sloan Digital Sky Survey (environ 1 million mesures de décalage vers le rouge en 2007), et le Galaxy And Mass Assembly survey en sont des exemples notables. Pour des décalages vers le rouge élevés les plus grands relevés en cours sont le DEEP2 Redshift Survey et le VIMOS-VLT Deep Survey (VVDS). Ceux-ci comportent environ 50 000 mesures du décalage vers le rouge chacun, et sont principalement axés sur l'évolution des galaxies. 
En raison de l'important temps d'observation nécessaire pour obtenir des mesures du décalage vers le rouge par spectroscopie, une alternative est d'utiliser des mesures du décalage vers le rouge photométrique basé sur un modèle de la corrélation entre luminosité et la couleurs des objets. Ces mesures peut être utilisées dans des grands relevés pour estimer la distribution spatiale des galaxies et des quasars, à condition que le type des galaxies et leur couleur dans la gamme  de décalage vers le rouge visée soient bien compris. En 2017, les erreurs de mesure associées au décalage vers le rouge photométriques sont significativement plus élevées que celles associées à la technique spectroscopique, mais les futurs relevés (le LSST par exemple) visent à considérablement affiner la technique.